# Corenc
Corenc là một xã thuộc tỉnh Isère phía đông nam nước Pháp. Xã này nằm ở khu vực có độ cao trung bình 467 mét trên mực nước biển. Đây là ngoại ô của Grenoble. Dân số năm 2007 là 3.773 người.
Corenc tọa lạc ở trong dãy núi Alps và gần biên giới giữa các tỉnh Isère và Hautes-Alpes.